# Wild and Woolly
Wild and Woolly è un film muto del 1917 diretto da John Emerson.
Nel 2002 è stato scelto per la conservazione nel National Film Registry della Biblioteca del Congresso degli Stati Uniti.

## Trama
A New York, tre rappresentanti di Bitter Creek, una cittadina dell'Arizona, chiedono di vedere Hollis J. Hillington, il presidente di una ferrovia, per chiedergli di far passare per la loro città la linea ferroviaria che sta costruendo. Per documentarsi, Hillington manda nel West il figlio Jeff, appassionato cultore del mito western, tentando, in questo modo, di guarirlo dalle sue manie ossessive. Prima dell'arrivo di Jeff a Bitter Creek, Nell Larrabee suggerisce agli abitanti di trasformare la città come quelle del vecchio West, così da rendere il soggiorno di Jeff un ricordo indimenticabile che lo porterà senz'altro ad appoggiare la loro richiesta della linea ferroviaria. Organizzano perfino una falsa rapina al treno con tanto di attacco indiano, sostituendo però le pallottole della pistola di Jeff con quelle a salve. La messinscena però viene usata da Steve Shelby, l'agente indiano, per rapire sul serio Nell. Jeff, bloccato nella sala da ballo, ne sfonda il soffitto per poter arrivare nella propria stanza dove recupera i veri proiettili per poi gettarsi all'inseguimento del rapitore. Salvata la ragazza, Jeff decide di essersi sempre comportato come un matto e ritorna rinsavito a casa. Ma, poiché nelle storie d'amore western tutto finisce sempre con un matrimonio, anche la sua storia con Nell finisce nello stesso modo. Vestiti alla moda dell'Est, i due vivranno nella loro casa che si affaccia sulle pianure del West.

## Produzione
Il film fu prodotto dalla Douglas Fairbanks Pictures con il titolo di lavorazione A Regular Guy. Venne girato a Burbank e agli studi Lasky di Hollywood.

## Distribuzione
Il copyright del film, richiesto dalla Artcraft Pictures Corp., fu registrato il 16 giugno 1917 con il numero LP10954.
Distribuito dalla Artcraft Pictures Corporation, il film uscì nelle sale cinematografiche statunitensi il 24 giugno 1917. In Finlandia uscì con il titolo Villi ja vallaton il 19 dicembre 1921.
Copie della pellicola sono conservate nella Raymond Rohauer collection (Cohen Media Group), negli archivi del Museum of Modern Art e nella Blackhawk Films collection della Film Preservation Associates.